# Sascha Görres
Sascha Görres (* 27. Februar 1980 in Flensburg) ist ein ehemaliger deutscher Fußballspieler und -trainer. 

## Karriere

### Beginn, Amateurstatus und Studium
Görres begann im Alter von fünf Jahren beim Flensburger Klub ETSV Weiche Flensburg mit dem Fußballspielen und durchlief alle Jugendmannschaften des Vereins. 1999 rückte er in die Bezirksligamannschaft auf und schaffte mit dem Team in seiner ersten Saison ungeschlagen den Aufstieg in die Bezirksoberliga. Dort wurde er 20-jährig Mannschaftskapitän des ETSV und belegte in der Saison 2001/02 den ersten Rang in der Bezirksoberliga. In der anschließenden Aufstiegsrunde verpasste das Team den Aufstieg in die Verbandsliga. 
Görres, der zu diesem Zeitpunkt seine Schullaufbahn mit dem Abitur abschloss, begann ein Studium der Wirtschaftsinformatik an der Flensburger Fachhochschule und entschied sich nach 17 Jahren Vereinszugehörigkeit zu einem Wechsel zum Oberligisten TSB Flensburg. 
Seine Oberligasaison 2002/03 geriet wenig erfolgreich, die Mannschaft stieg als Tabellenletzter in die Verbandsliga ab, Görres bestritt 31 von 32 Punktspielen von Beginn an und agierte überwiegend im linken Mittelfeld. 
Im Herbst 2003 studierte er, zunächst als Austauschstudent für ein Semester, an der University of North Carolina at Pembroke, den dortigen Assistenzcoach des Fußballteams hatte er beim TSB Flensburg kennengelernt. Im Frühjahr 2004 absolvierte er seine letzten Kurse an der FH Flensburg, seine Diplomarbeit fertigte er in den Saisonpausen 2005 und 2006 in Deutschland an. Zum Herbstsemester 2004 kehrte Görres in die Vereinigten Staaten an die UNCP zurück und schloss im Frühjahr 2005 sein Studium mit einem Bachelor in Business Management ab. 
Mit dem Collegeteam, den UNCP Braves, erreichte er 2004 erstmals in der Geschichte der Fußballsparte das Final-Four-Turnier der NCAA Mens Division II Soccer Championship. Görres wurde für seine Saisonleistung in das First-Team All-American der NCAA Division II gewählt. In seinen beiden Collegespielzeiten bestritt er 38 Partien, erzielte 15 Tore und bereitete weitere 28 Treffer vor.

### Profistatus in den Vereinigten Staaten
2005 wurde er beim USL-1 College Draft von den Richmond Kickers ausgewählt und, nachdem er beim Probetraining überzeugen konnte, mit einem Dreijahresvertrag ausgestattet. In seiner ersten Profisaison, in der er auch im zentralen Mittelfeld eingesetzt wurde, erreichte Görres mit den Kickers das Playoff-Finale der USL First Division, unterlag dort aber dem Seattle Sounders FC mit 3:4 im Elfmeterschießen. Zur Saison 2006 zogen sich die Richmond Kickers aus finanziellen Gründen in die USL Second Division zurück, die 2006 mit dem 2:1-Finalerfolg gegen die Charlotte Eagles als Meister abgeschlossen wurde. Görres wurde in die Mannschaft der Saison („All League First Team“) berufen, eine Auszeichnung, die ihm 2008 erneut zuteilwurde. Nachdem die Spielzeit 2007 als Zweitplatzierter abgeschlossen worden war, gewann er mit der Mannschaft 2009 erneut die Meisterschaft in der USL-2 erneut, diesmal mit 3:1, gegen die Eagles. Ab der Spielzeit 2008 agierte Görres überwiegend als linker Verteidiger und wurde 2008 für die Wahl des „Defender of the Year“ nominiert. Von Anfang 2011 bis Saisonende 2016 spielte er mit seiner Mannschaft in der Eastern Conference der United Soccer League. Sein letztes Punktspiel bestritt er am 24. Juli beim 3:0-Sieg im Heimspiel gegen die zweite Mannschaft des Toronto FC mit Einwechslung für den zweimaligen Torschützen Yudai Imura in der 74. Minute.

### Trainertätigkeit
Görres trainiert mehrere Jungen- und Mädchenmannschaften der Richmond Kickers. Von Januar 2013 bis Saisonende 2016 war er spielender Co-Trainer der Profimannschaft. Er besitzt die US-Soccer-National-B-Lizenz. Bereits während seiner Zeit beim ETSV Weiche und TSB Flensburg hatte er die C-Jugend des ETSV Weiche trainiert.

## Erfolge
- Meister USL Second Division 2006, 2009
- Finalist USL Second Division: 2007, 2010
- Finalist USL First Division 2005

## Auszeichnungen
- USL-2 All League First Team: 2006, 2008
- USL-2 All League Second Team: 2009, 2010
- USL-2 „Defender of the Year“-Finalist: 2008
- First-Team NCAA Division II All-American: 2004